# Chaerophyllum reflexum
Chaerophyllum reflexum är en flockblommig växtart som beskrevs av John Lindley. Chaerophyllum reflexum ingår i släktet rotkörvlar, och familjen flockblommiga växter.

## Underarter
Arten delas in i följande underarter:
- C. r. acuminatum
- C. r. dissectum
- C. r. occidentale
- C. r. reflexum
- C. r. tuberosum